# Dernière danse (Indila)
Dernière danse is een nummer van de Franse zangeres Indila uit 2013. Het is de eerste single van haar debuutalbum Mini World.
"Dernière danse" begint mysterieus, maar gaandeweg wordt de muziek dramatischer en horen we invloeden van film, opera en Algerijnse raimuziek; Indila heeft immers Algerijnse wortels. De tekst van het nummer vertelt het verhaal van een jonge migrant die geconfronteerd is met racisme, en de pijn ze die daardoor voelt. De plaat werd een enorme hit in Franstalig Europa en bereikte de 2e positie in Frankrijk. Ook in andere Europese landen sloeg het nummer aan. Hoewel het in Nederland slechts de 55e positie behaalde in de Single Top 100, werd het in Vlaanderen wel een groot succes met een 5e positie in de Vlaamse Ultratop 50.
In 2024 maakte de Duitse dj Bennett een remix van het nummer, die de 46e positie bereikte in Duitsland en de 5e positie in de Nederlandse Tipparade.

## Tracklijst
- Muziekdownload

1. "Dernière danse" - 3:33